# Dóra Bakoyánni
Dóra Bakoyánni (en grec moderne : Ντόρα Μπακογιάννη), née Theodóra Mitsotáki (Θεοδώρα Μητσοτάκη) le 6 mai 1954 à Athènes, est une femme politique grecque.
Ministre de la Culture du 3 décembre 1992 au 13 octobre 1993 dans le gouvernement dirigé par son père, elle est élue maire d'Athènes en 2003. Le 15 février 2006, elle est nommée ministre des Affaires étrangères et dirige la diplomatie grecque pendant trois ans et demi.
Elle échoue en novembre 2009 à prendre la présidence de la Nouvelle Démocratie (ND), étant défaite par Antónis Samarás. Elle est exclue du parti six mois plus tard, pour avoir voté les mesures d'austérité proposées par le gouvernement socialiste de Geórgios Papandréou.
Ayant fondé en novembre 2010 le parti libéral Alliance démocrate (DISY), elle échoue à franchir le seuil électoral de 3 % lors des élections législatives du 6 mai 2012. L'accord électoral qu'elle passe ensuite avec la ND acte la disparition de la DISY et son retour au Parlement grec dès les élections anticipées du 17 juin suivant.

## Biographie

### Jeunesse et débuts en politique
Fille de l'ancien Premier ministre Konstantínos Mitsotákis et de Maríka Mitsotákis, elle a vécu notamment à Paris et Munich. Elle entre en politique après l'assassinat de son époux, en 1989, par les membres du groupe d'extrême gauche de l'Organisation révolutionnaire du 17-Novembre.
Membre du parti conservateur Nouvelle Démocratie (ND) présidé par son père, elle est élue députée au Parlement lors des élections législatives anticipées du 5 novembre 1989 dans la circonscription d'Eurytanie, en Grèce-Centrale.

### Plusieurs fois ministre et maire
Elle est nommée le 3 décembre 1992 ministre de la Culture à l'occasion d'un important remaniement ministériel du gouvernement dirigé par son propre père. Lors des élections anticipées de 1996, elle est réélue députée dans la première circonscription d'Athènes. Elle contribue à la mise en place d'une législation antiterroriste qui permettra le démantèlement du groupe 17 novembre en 2002.
Elle postule aux élections municipales d'octobre 2002 comme candidate de la ND à la mairie d'Athènes. Avec 47,5 % des voix, elle vire en tête du premier tour et devance de plus de 20 points le candidat socialiste Chrístos Papoutsís. Au second tour une semaine plus tard, elle s'impose en recueillant 60,6 % des suffrages, score jamais atteint dans la capitale. Le 1er janvier 2003, elle prend ainsi la suite de Dimítris Avramópoulos.
Le 14 février 2006, elle est nommée ministre des Affaires étrangères, poste qu'elle conserve jusqu'à la défaite de son parti aux élections législatives de 2009. Elle est une européenne convaincue, parlant plusieurs langues et se voulant proche des gens.

### Échec à la présidence de la ND et exclusion
Elle fait alors figure de favorite pour prendre la tête du parti Nouvelle Démocratie, à la suite de la démission de son leader le Premier ministre sortant Kóstas Karamanlís, mais elle est battue par Antónis Samarás lors du congrès de décembre 2009.
Le 6 mai 2010, elle est exclue de son parti, la ND, pour avoir voté, contre la décision du groupe parlementaire, en faveur des mesures d'austérité du gouvernement Papandréou. Elle avait déclaré qu'en tant que libérale, elle ne pouvait que voter pour ces mesures libérales.
Le 11 juillet 2010, Dóra Bakoyánni fonde le Forum pour la Grèce, association à but non lucratif, dont les objectifs sont : la résolution des problèmes qui empêchent la croissance de la Grèce, la protection de principes fondamentaux comme la démocratie, l'égalité et la justice sociale, l’encouragement de la participation de tous les citoyens à la vie sociale et politique, l'expression de nouvelles idées et de stratégies dans un cadre de coopération constructive avec la société des citoyens.

### Création de la DISY et retour à la ND
Le 21 novembre suivant, Dóra Bakoyánni lance un nouveau parti politique, l'Alliance démocrate (DISY), lors d'une conférence au théâtre Badminton, avec la présence de 5 000 personnes qui signent la déclaration fondatrice centrée autour de valeurs et de principes communs, comme le libéralisme, la justice sociale et la liberté. Ce mouvement réunit quatre députés (dont elle-même) et un député européen.
La DISY échoue à franchir le seuil électoral lors des élections législatives anticipées du 6 mai 2012, totalisant 2,6 % des suffrages exprimés. En prévision de la répétition du scrutin le 17 juin, elle passe un accord avec la Nouvelle Démocratie qui acte la disparition de l'Alliance démocrate. Elle est alors réélue au Parlement sur la liste nationale. Aux élections anticipées du 25 janvier 2015, elle est élue dans la première circonscription d'Athènes. Elle conserve ce mandat à l'occasion des élections législatives anticipées du 20 septembre suivant.
Son fils, Kóstas Bakoyánnis, est maire d’Athènes de 2019 à 2023.

## Distinctions et récompenses
Elle est membre du Haut Conseil de la francophonie.
En mars 1992, le centre international des femmes accorde à Dóra Bakoyánni l' « International Leadership Award » et en juin 1993, elle est distinguée par le 14e colloque international « Fontana di Roma » en tant que personnalité prépondérante dans le domaine de la culture.
En 2003, sur invitation du président de la Commission européenne Romano Prodi, elle participe avec 12 autres personnalités importantes de l'Europe à la table ronde qui a comme mission de soumettre des propositions sur le caractère social, l'identité culturelle, mais aussi sur le projet économique de la nouvelle Europe.
En décembre 2005, Dóra Bakoyánni est élue « World Mayor » au concours international annuel de l'organisme « City Mayors » en recevant la majorité des votes et des commentaires positifs parmi les 550 maires du monde entier.
En 2006, 2007 et 2008, elle est classée (66e en 2006 et 67e l'année suivante) dans la liste des 100 femmes les plus puissantes de la planète, établie par la revue Forbes.
En 2008, la province du Tyrol et la ville d'Innsbruck accordent à Dóra Bakoyánni la distinction « Maximilian Award - European Award for Regional Policy and Local Government. »
Toujours en 2008, elle succède à Carl Friedrich von Weizsäcker comme membre associé étranger de l'Académie des sciences morales et politiques (France). Elle est installée sous la Coupole le 9 mars 2009 par François Terré. Elle est la première femme à occuper un tel siège.
En 2009, elle est proclamée sénateur honoraire de l'Académie européenne des sciences et des arts à Salzbourg.
En 2010, Dóra Bakoyánni est nommée chevalier de la Légion d'honneur par la République française. Elle est également Grand-Croix (Μεγαλόσταυρος) de l’Ordre du Phénix (Τάγμα του Φοίνικος) .